# Profi (Discounter)

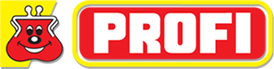
Ehemaliges Profi-Logo

Profi (Eigenschreibweise: PROFI) war eine aus Belgien stammende, international tätige Discounterkette. Die zur belgischen Groupe Louis Delhaize gehörende Kette betrieb in vier europäischen Ländern Märkte. Noch heute besteht Profi in Rumänien fort, gehört inzwischen allerdings nicht mehr zu Louis Delhaize.

## Geschichte

### Belgien

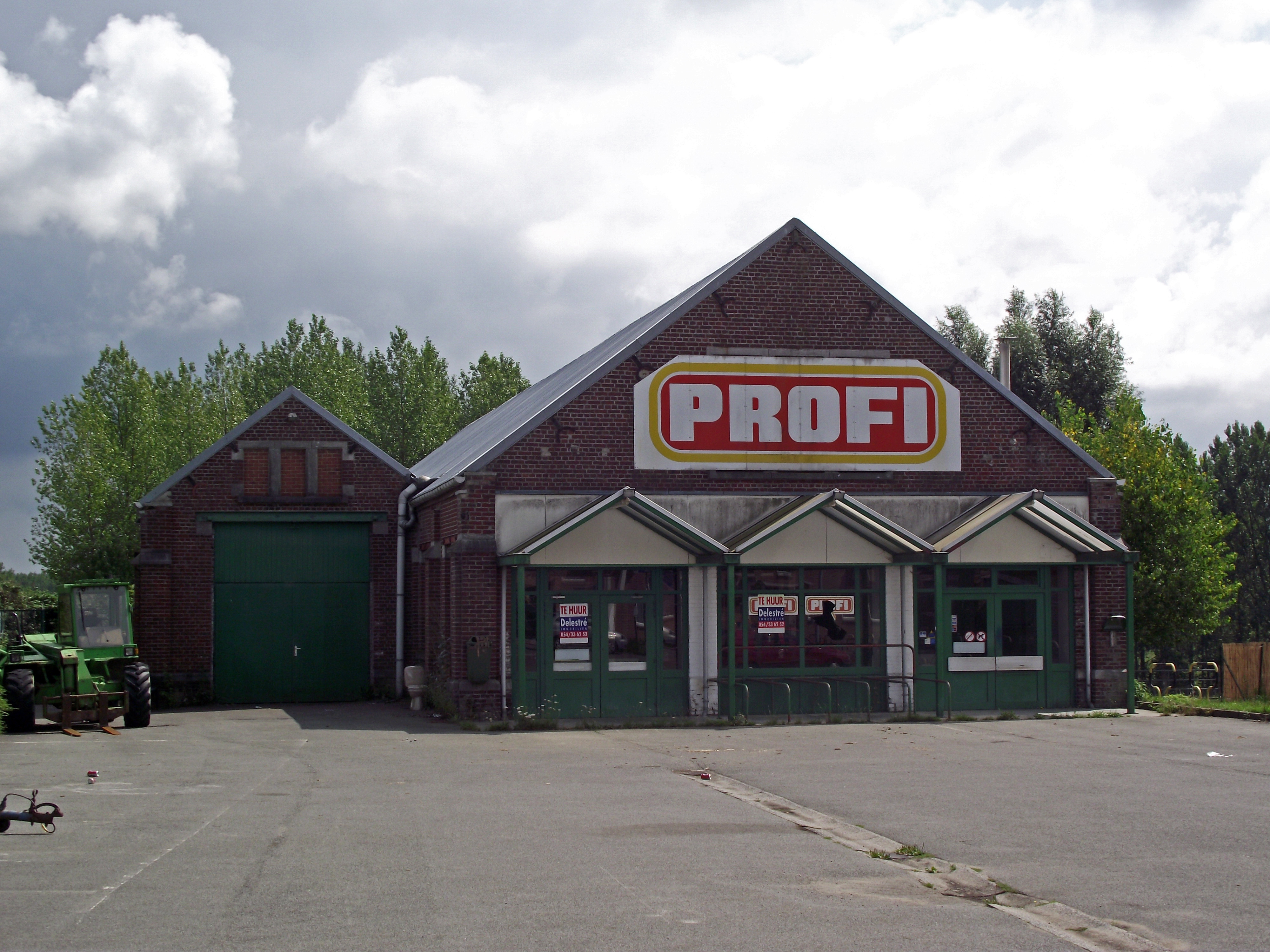
Eine geschlossene Profi-Filiale in Herzele

Der erste Profi-Markt wurde in Belgien im Jahr 1979 eröffnet, zehn Jahre später wurde die Kette an Louis Delhaize verkauft. 2000/2001 erzielte man einen Jahresumsatz von 150 Millionen Euro. Im Februar 2001 wurden 130 Profi-Märkten aus dem Unternehmensverbund an Match übertragen. Diese Filialen wiesen eine durchschnittliche Fläche von 400 m² bis 500 m² auf und wurde in Folge auf das damals neu eingeführte Konzept Smatch umgeflaggt. Nach einer erfolgreichen Testphase in einem Markt in Ertvelde wurden die ersten fünf Smatch-Märkte im Oktober 2001 eröffnet, drei davon am 4. Oktober 2001, zwei weitere am 18. Oktober 2001. Bis März 2002 wurden zwei weitere Profi-Filialen auf Smatch umgeflaggt. Gemeinsam in den Sparten Match, Smatch und Profi beschäftigte man zum damaligen Zeitpunkt rund 2000 Mitarbeiter. 25 Filialen wurden 2003 auf Louis Delhaize-Standorte umgeflaggt. Der Umflaggungsprozess sollte bis 2004 abgeschlossen sein. Dennoch betrieb man 2005 noch 40 Filialen. Inzwischen bestehen in Belgien keine Profi-Filialen mehr.

### Luxemburg
Im Dezember 2001 betrieb man in Luxemburg neun Standorte. Die Märkte führten damals mehr als 5000 Artikel. Zum Mai 2002 wurden alle luxemburgischen Märkte auf Smatch umgeflaggt.

### Rumänien
2000 folgte mit der Eröffnung des ersten Standortes in Timișoara der Markteintritt nach Rumänien. In Rumänien besteht die Kette Profi weiterhin, wurde dort aber im November 2009 von Louis Delhaize für 66 Millionen Euro verkauft.

### Ungarn
Auch in Ungarn gab es Profi-Märkte, die Gründung der Gesellschaft erfolgte 1989. Um die Expansion voranzutreiben übernahm man den staatlichen Großhandelsbetrieb Duna Füszért. Ende 1992 bestanden fünf Filialen. Der Ausbau des Filialnetzes wurde kontinuierliche vorangetrieben. Das Geschäftsjahr 1995 konnte man daher bereits mit 42 Filialen abschließen. Zusammen mit den damals 16 bestehenden Duna C&C-Filialen erwirtschaftete man einen Umsatz von 15 Millionen Forint. Im Juni 2002 wurden in Ungarn 66 Märkte betrieben. Auch in Ungarn sollten bis Ende 2004 alle Profi-Filialen auf Match umgeflaggt werden. Bis 2005 stieg die Zahl der Standorte auf 73. Im November 2012 wurden die ungarischen Märkte an ein Konsortium, bestehend aus CBA und der ungarischen Coop verkauft und auf eigene Vertriebslinien umgeflaggt bzw. geschlossen.